# Khoni (Georgia)
Khoni (in georgiano ხონი) è un comune della Georgia, situato nella regione di Imerezia.